# Đan Thành
Đan Thành (chữ Hán giản thể:郸城县, Hán Việt: Đan Thành huyện) là một huyện của địa cấp thị Chu Khẩu, tỉnh Hà Nam, Cộng hòa Nhân dân Trung Hoa. Huyện này có diện tích 1490 km2, dân số năm 2002 là 1,29 triệu người, huyện lỵ tại trấn Thành Quan. Huyện này được chia ra thành các đơn vị hành chính gồm 9 trấn, 11 hương. 
- Trấn: Thành Quan, Ngô Đài, Nam Phong, Bạch Mã, Ninh Bình, Nghị Lộ, Tiền Điếm, Cấp Trủng và Thạch Tào.
- Hương: Thành Giao, Hổ Cương, Cấp Thủy, Đông Phong, Ba Tập, Lý Lâu, Trương Hoàn Tập, Đinh Thôn, Song Lâu, Thu Cừ và Hồ Tập.

==Tham khảo==